# Гопкинсон, Джон
Джон Го́пкинсон (1849—1898) — английский физик и инженер, с 1877 года был членом Лондонского королевского общества.

## Биография
Джон Гопкинсон родился 27 июля 1849 года в городе Манчестере. Ещё до достижения 16-летнего возраста он посещал лекции в колледже Оуэнса, а в 18-летнем возрасте смог получить математическую стипендию для обучения в Тринити-колледже Кембриджа, где и получил высшее образование. Он закончил Кембридж в 1871 году, получив по окончании звание «Senior Wrangler» (высшее математическое звание в образовательной системе Кембриджа для студентов) и первую премию Смита; при этом ещё до завершения обучения в Кембридже он параллельно обучался в Лондонском университете, где получил степень бакалавра наук и где имел Уитвортскую стипендию.
После завершения получения образования он был назначен одним из сотрудников Кембриджского университета и преподавателем в нём, однако на преподавательской работе пробыл очень недолго, поскольку его больше привлекало изучение практической стороны инженерного дела; в его экспериментах ему помогал отец. Уже в 1872 году он получил место технического директора на стекольных мануфактурах компании Messrs Chance Brothers & Co в Бирмингеме. Шесть лет спустя он переехал в Лондон, где, оставаясь научным консультантом братьев Чансов по техническим вопросам, сделал успешную карьеру инженера-консультанта. Его работа касалась в основном, хотя и не исключительно, вопросов, связанных с электротехникой, — в первую очередь в качестве свидетеля-эксперта при оформлении патентов. В 1890 году он был назначен директором лаборатории Сименса при Королевском колледже в Лондоне на должность преподавателя электротехники, получив затем звание профессора. Его смерть в 1898 году вместе с сыном и двумя дочерьми произошла в результате несчастного случая в Швейцарских Альпах, точная природа которого никогда не была выяснена.
Большая часть исследований и научных работ Хопкинса была посвящена электричеству и магнетизму, электродинамике и в особенности электротехнике: электродвигателям и динамомашинам, проектированию систем переменного тока и трансформаторов, передаче электроэнергии, магнитным цепям, гистерезис и так далее. Написанные им научные работы имеют объём порядка 60 листов.
Гопкинсон открыл явление резкого возрастания магнитной проницаемости ферромагнетиков в слабом магнитном поле около точки Кюри, которое получило в честь него название эффект Гопкинсона. Совместно со своим братом Эдвардом (Edward Hopkinson, 1859—1922) он разработал общую теорию магнитных цепей (выведенная братьями математическая формулировка этой теории получила название «формула Гопкинсонов» или закон Гопкинсона, аналог закона Ома), а также сформулировал теорию переменных токов и магнитного потока. Ещё в период работы в Бирмингеме разработал диоптрические методы для концентрации луча света, исходящего от маяка; тогда же, работая техническим директором стекольных мануфактур, изучал индексы преломления различных видов стекла. Провёл множество экспериментов и наблюдений намагничивания, изучая железо, никель и различные сплавы двух элементов, при одной и той же температуре находившиеся в намагниченном и размагниченном состояниях. Активно содействовал распространению электричества в повседневной жизни, в 1878 году предложил усовершенствованную конструкцию динамо-машины. В 1884 году он сконструировал первый трансформатор с замкнутой магнитной системой, получивший название трансформатора Гопкинсонов. Первым обосновал также возможность параллельного соединения рабочих двигателей. Вёл исследования в области электростатики.